# Anthophora robusta
Anthophora robusta là một loài Hymenoptera trong họ Apidae. Loài này được Klug mô tả khoa học năm 1845.

## Hình ảnh

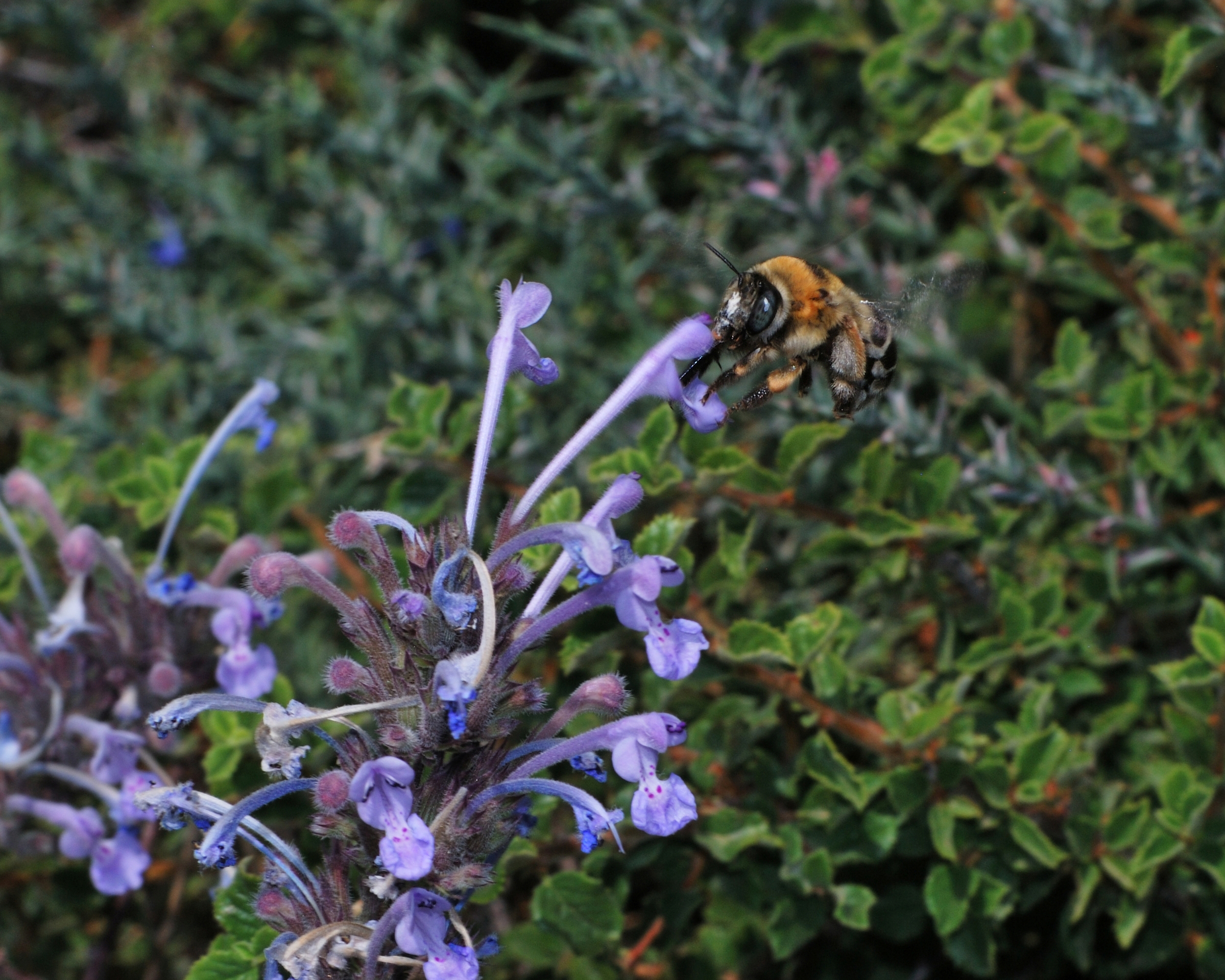